# Chris Connor
Pour les articles homonymes, voir Connor.
Chris Connor (née à Kansas City, Missouri le 8 novembre 1927, et décédée à Toms River, New Jersey, le 29 août 2009) est une chanteuse américaine de jazz.

## Biographie

### Jeunesse et formation
Chris Connor est la fille cadette de Clyde Loutsenhizer, un télégraphiste de la Western Union et de Mabel Shirley Loutsenhizer. Lorsqu'elle a 13 ans, sa mère meurt.
Chris Connor étudie et joue de la clarinette pendant ses études secondaires à Jefferson City. Elle en sort diplômée en 1944.
Elle entre alors à l'université du Missouri à Columbia. Pendant ses études universitaires elle chante au sein d'un Big band qui joue des morceaux et des arrangements de Stan Kenton, big band dirigé par le tromboniste Bob Brookmeyer ,.
Pour gagner sa vie, elle travaille comme dactylo au sein d'un bureau de placement. C'est durant cette période qu'elle prend le nom de Chris Connor et fait les démarches nécessaires pour légaliser son choix.

### Carrière professionnelle
Après ses études, Chris Connor quitte Jefferson City pour Kansas City où elle espère trouver plus de chances pour obtenir un emploi correspondant à ses centres d'intérêts. Elle est employée par la RKO Pictures comme secrétaire. Grâce à sa colocataire et amie, Mary Ann Eliott, qui travaille au Playmore, une salle de danse, où se produisent plusieurs des meilleurs bigbands de l'époque comme ceux de Tony Pastor, Claude Thornhill, Stan Kenton et bien d'autres. Sa colocataire lui donne des billets d'entrée, qui lui permettent d'assister à plusieurs concerts. Sachant son envie de chanter, Mary Ann Eliott la présente à l'agent artistique de l'orchestre itinérant de Hal McIntyre (en), Eddie Dix, ce dernier lui conseille d'envoyer un enregistrement à une maison de disques new-yorkaise.

#### Les débuts au sein de l'orchestre de Claude Thornhill
Eddie Dix fait savoir à Chris Connor que Claude Thornhill cherche une chanteuse pour son orchestre et qu'elle devrait se présenter aux auditions, elle est embauchée et de 1947 à 1952, elle sillonne les États-Unis aux côtés des 15 musiciens de l'orchestre.

#### La chanteuse de l'orchestre de Stan Kenton
Entre deux tournées de l'orchestre de Claude Thornhill, Chris Connor chante pour l'orchestre d'un hôtel de la Nouvelle-Orléans, June Christy, l'entend et impressionnée par son style, elle la recommande auprès de Stan Kenton qu'elle vient de quitter pour entamer une carrière de soliste.
En 1952, Stan Kenton l'embauche.
Elle devient avec Anita O'Day les chanteuses par excellence du style cool jazz.

### La fin
Chris Connor hospitalisée au Community Medical Center (New Jersey) (en) à Toms River, elle y meurt des suites d'un cancer le 29 aout 2009.

### Vie privée
Chris Connor est lesbienne, sa compagne et agent artistique est Lori Mascarelle.

## Discographie
- Sings Lullabys of Birdland (Bethlehem, 1954)
- Sings Lullabys for Lovers (Bethlehem, 1954)
- This Is Chris (Bethlehem, 1955)
- Chris (Bethlehem, 1956)
- Chris Connor (Atlantic, 1956)
- He Loves Me, He Loves Me Not (Atlantic, 1956)
- I Miss You So (Atlantic, 1957)
- Chris Connor Sings the George Gershwin Almanac of Song (Atlantic, 1957)
- Chris Craft (Atlantic, 1958)
- A Jazz Date with Chris Connor (Atlantic, 1958)
- Sings Ballads of the Sad Cafe (Atlantic, 1959)
- Witchcraft (Atlantic, 1959)
- Chris in Person (Atlantic, 1959)
- A Portrait of Chris (Atlantic, 1960)
- Two's Company with Maynard Ferguson (Roulette, 1961)
- Double Exposure with Maynard Ferguson (Atlantic, 1961)
- Free Spirits (Atlantic, 1962)
- At the Village Gate: Early Show/Late Show (FM, 1963)
- A Weekend in Paris (FM, 1964)
- Sings Gentle Bossa Nova (ABC-Paramount, 1965)
- Chris Conner Now! (ABC 1966)
- Sketches (Stanyan, 1972)
- the Finest of Chris Connor (Bethlehem, 1975)
- Sweet and Swinging (Progressive, 1978)
- Live (Applause, 1983)
- Three Pearls with Ernestine Anderson, Carol Sloane (Eastworld, 1984)
- Love Being Here with You (Stash, 1984)
- Classic (Contemporary, 1987)
- New Again (Contemporary, 1988)
- As Time Goes by (Enja, 1991)
- Angel Eyes (Alfa, 1991)
- The London Connection (Audiophile, 1993)
- Haunted Heart (HighNote, 2001)
- I Walk with Music (HighNote, 2002)
- Everything I Love (HighNote, 2003)